# Europa Ora!
Il Movimento Europa Ora, conosciuto semplicemente come Europa Ora! (in montenegrino: Pokret Evropa sad, in cirillico: Покрет Европа сад?; abbreviato in PES), a volte stilizzato con un punto esclamativo finale, è un movimento politico centrista montenegrino. È stato fondato nel giugno 2022 dall'ex ministro delle finanze Milojko Spajić e dall'ex ministro dell'economia Jakov Milatović. Il gruppo si descrive come un movimento incentrato sull'economia e sulla lotta alla corruzione, seguendo una visione liberale dal punto di vista economico.

## Storia
Il movimento venne fondato il 26 giugno 2022 da Milojko Spajić e Jakov Milatović, rispettivamente ex ministri delle finanze e dell'economia indipendenti del governo tecnico di Zdravko Krivokapić, formatosi dopo le elezioni parlamentari del 2020. Oltre a Spajić e Milatović, membri fondatori di spicco del movimento includono l'ex ministra della difesa Olivera Injac e il docente universitario Filip Ivanović. Il programma di riforme economiche, da cui prende il nome il partito, includeva una serie di misure popolari come l'aumento del salario minimo da 222 a 450 euro tagliando i contributi sanitari, provvedimento varato nel gennaio 2022 dai ministri durante il loro mandato. Dopo la sua fondazione, il partito annunciò future collaborazioni con altri soggetti politici centristi e di orientamento civico, come DCG e URA, nonché con i partiti delle minoranze nazionali, opponendosi all'attività e alle posizioni di DPS, DF e SNP, accusandoli di corruzione e di alimentare divisioni etniche e definendoli “partiti politici del passato”.
Al primo turno delle elezioni presidenziali 2023, Milatović superò le percentuali previste dai sondaggi, ottenendo il 29% dei voti e, al termine del secondo turno, riuscì a prelevare sul presidente uscente Milo Đukanović, ottenendo circa il 60% dei voti. Spajić guidò il movimento alle elezioni parlamentari del 2023, promettendo l'innalzamento del salario minimo da 450 a 700€, l'innalzamento delle pensioni minime a 450€ e la riduzione della giornata lavorativa a 7 ore giornaliere. Il partito divenne il più numeroso in parlamento ottenendo 24 seggi su 81 (due dei quali assegnati ai partner UCG–Civis) e il 25,6% dei voti ricevuti.
Il 31 ottobre, il parlamento del Montenegro approvò la formazione del nuovo governo guidato da Milojko Spajić.
Il Presidente Milatović, vicepresidente del gruppo politico fin dalla sua fondazione, decise di abbandonare il PES e si dimise da tutte le cariche nel febbraio 2024, a seguito di scontri tra Milatović e Spajić sulla visione futura del partito.

## Risultati elettorali

### Elezioni presidenziali
| Elezione | Candidato       | 1º turno | 1º turno | 2º turno | 2º turno | Risultato |
| Elezione | Candidato       | Voti     | %        | Voti     | %        | Risultato |
| -------- | --------------- | -------- | -------- | -------- | -------- | --------- |
| 2023     | Jakov Milatović | 97.858   | 28,92    | 221.592  | 58,88    | Eletto    |

### Elezioni parlamentari
| Elezione | Voti   | %    | Seggi   |
| -------- | ------ | ---- | ------- |
| 2023     | 77.206 | 25,6 | 22 / 81 |